# اونو لوبوسکی
اونو لوبوسکی (به لاتین: Ośno Lubuskie) یک شهر و گمینا در لهستان است که در گمینا اوشنو لوبوسکیه واقع شده‌است. اونو لوبوسکی ۸٫۰۱ کیلومتر مربع مساحت و ۳٬۸۸۶ نفر جمعیت دارد.

## خواهرخوانده
شهرهای ایشوالده، آلبورگ و Aalborg Municipality خواهرخوانده‌های اونو لوبوسکی هستند.